# Список эпизодов телесериала «Красный карлик»
«Красный карлик» (англ. Red Dwarf) — культовый британский комедийный научно-фантастический телесериал, созданный Робом Грантом и Дугом Нейлором и включающий в себя одиннадцать сезонов (двенадцать, если считать мини-сериал «Возвращение на землю»), транслировавшиеся с 1988 по 1993 год и с 1997 по 1999 год на канале BBC Two, а также в 2009, 2012 годах и с 2016 года по настоящее время на телеканале Dave.
Сценарий ко всем сериям написал Дуг Нейлор: первые шесть сезонов он работал с другим создателем сериала, Робом Грантом, над седьмым и восьмым сезонами — в соавторстве с другими сценаристами, над остальными он работал один. Сериал начал свою трансляцию 15 февраля 1988 года на британском канале BBC2 и после восьмого сезона, последняя серия которого вышла 5 апреля 1999 года, был закрыт. В 2009 году увидел свет мини-сериал «Возвращение домой», который обычно позиционируют как 9-й сезон, а с 2012 года с перерывами вышло ещё три сезона — все новые серии были показаны на канале Dave.
В центре сюжета находится Дейв Листер, техник третьего ранга на космическом корабле «Красный карлик», который пробыл в камере замедления жизни три миллиона лет, а когда очнулся, оказалось, что весь экипаж корабля погиб. Листер вынужден жить на корабле вместе с голограммой своего соседа по каюте и непосредственного начальника Арнольда Риммера (к которому у него взаимная неприязнь), полусумасшедшим бортовым компьютером Холли и странным существом Котом (дальним человекоподобным потомком кошки Листера). В третьем сезоне к ним присоединяется андроид Крайтен. В шестом сезоне корабль «Красный карлик» был угнан. в результате чего главные герои вынуждены последующие два сезона путешествовать на небольшом звездолёте под названием «Звёздный жук». В седьмом сезоне Риммер покидает команду, на его место приходит Кристин Кочански, двойник бывшего любовного увлечения Листера, а в восьмом — весь экипаж «Красного карлика», включая Риммера, возрождают. Девятый сезон, состоящий из трёх эпизодов, показывает, что, попав под действие галлюциногенного вещества, Листер, Риммер (вновь ставший голограммой), Кот и Крайтен оказываются в измерении, где они всего лишь персонажи популярного телесериала. Начиная с десятого сезона именно эти четыре персонажа продолжают своё путешествие на «Красном карлике»: Кристин Кочански по сюжету бросила Листера из-за его депрессии, а компьютер Холли был повреждён после того, как на него пролили воду.
Трансляция двенадцатого сезона началась с 12 октября 2017 года на канале Dave. По состоянию на конец ноября 2017 года всего вышло 73 эпизода шоу.

## Обзор сезонов
| Сезон | Сезон | Подзаголовок         | Эпизоды | Оригинальная дата показа | Оригинальная дата показа |
| Сезон | Сезон | Подзаголовок         | Эпизоды | Премьера сезона          | Финал сезона             |
| ----- | ----- | -------------------- | ------- | ------------------------ | ------------------------ |
|       | 1     | I                    | 6       | 15 февраля 1988 года     | 21 марта 1988 года       |
|       | 2     | II                   | 6       | 6 сентября 1988 года     | 11 октября 1988 года     |
|       | 3     | III                  | 6       | 14 ноября 1989 года      | 19 декабря 1989 года     |
|       | 4     | IV                   | 6       | 14 февраля 1991 года     | 21 марта 1991 года       |
|       | 5     | V                    | 6       | 20 февраля 1992 года     | 26 марта 1992 года       |
|       | 6     | VI                   | 6       | 7 октября 1993 года      | 11 ноября 1993 года      |
|       | 7     | VII                  | 8       | 17 января 1997 года      | 7 марта 1997 года        |
|       | 8     | VIII                 | 8       | 18 февраля 1999 года     | 5 апреля 1999 года       |
|       | 9     | Возвращение на Землю | 3       | 10 апреля 2009 года      | 12 апреля 2009 года      |
|       | 10    | X                    | 6       | 4 октября 2012 года      | 8 ноября 2012 года       |
|       | 11    | XI                   | 6       | 22 сентября 2016 года    | 27 октября 2016 года     |
|       | 12    | XII                  | 6       | 12 октября 2017 года     | 16 ноября 2017 года      |
|       | 13    | The Promised Land    | 1       | 9 апреля 2020 года       | 9 апреля 2020 года       |

## Эпизоды

### Красный карлик I (1988)
Сценарий пилотного эпизода был готов ещё в 1983 году. Грант и Нейлор передали его своему агенту полу Джонсону, однако у того возникли сложности: BBC раз за разом отказывались начать производство сериала. Спустя три года проект утвердила компания BBC North West, однако из-за забастовки электриков 1987 года проект был отложен. Лишь когда проблемы, связанные с забастовкой, были решены, студия продолжила съёмки. Первый сезон, как и многие другие ранние сезоны, был подвергнут ремастерингу и впоследствии показан в нескольких странах.
| № общий | № в сезоне | Название                                           | Режиссёр | Автор сценария         | Дата премьеры        |
| --- | ---------- | -------------------------------------------------- | -------- | ---------------------- | -------------------- |
| 1 | 1          | «Конец» «The End»                                  | Эд Бай   | Роб Грант и Дуг Нейлор | 15 февраля 1988 года |
| Листер в нарушении правил проносит на борт кошку. В наказание его отправляют в замедлитель времени. В его отсутствие Риммер напортачил с реактором, и радиация убивает экипаж.                                                                               |            |                                                    |          |                        |                      |
| 2 | 2          | «Эхо будущего» «Future Echoes»                     | Эд Бай   | Роб Грант и Дуг Нейлор | 22 февраля 1988 года |
| В результате преодоления скорости света экипаж видит события, которые ещё только произойдут. Листер узнаёт, что у него будет двое детей-близнецов. |            |                                                    |          |                        |                      |
| 3 | 3          | «Баланс сил» «Balance of power»                    | Эд Бай   | Роб Грант и Дуг Нейлор | 29 февраля 1988 года |
| Риммер прячет сигареты от Листера, чтобы иметь над ним контроль. Листер сдаёт экзамен на шеф-повара, чтобы стать начальником Риммера. Риммер принимает вид Кочански, чтобы отбить у Листера желание её вызвать.                                              |            |                                                    |          |                        |                      |
| 4 | 4          | «Ожидание Бога» «Waiting for God»                  | Эд Бай   | Роб Грант и Дуг Нейлор | 7 марта 1988 года    |
| Выясняется, что кошки создали религию, которая разделилась на две, различающиеся цветом шапок, которые должны носить адепты религии. |            |                                                    |          |                        |                      |
| 5 | 5          | «Уверенность и Паранойя» «Confidence and Paranoia» | Эд Бай   | Роб Грант и Дуг Нейлор | 14 марта 1988 года   |
| Листер заражается мутировавшей пневмонией на палубе, не прошедшей дезинфекцию, и рядом с ним материализуются его двойники, отображающие черты его характера.                                                                                                 |            |                                                    |          |                        |                      |
| 6 | 6          | «Я²» «Me²»                                         | Эд Бай   | Роб Грант и Дуг Нейлор | 21 марта 1988 года   |
| Риммер под видом голограммы Кристин Кочански подсовывает Листеру собственную копию, и Риммеров становится двое. Через некоторое время Риммеры рассорились. Листер под видом того, что удаляет одного из них, выведал у него личные секреты и удалил второго. |            |                                                    |          |                        |                      |

### Красный карлик II (1988)
В процессе написания сценариев к эпизодам второго сезона Роб Гран и Дуг Нейлор сошлись в мнении, что такое место как огромное, но совершенно пустое горнодобывающее судно «Красный карлик», ограничивает их в выборе возможных сюжетов, и решили пойти в несколько ином направлении. В сериал был добавлен небольшой шаттл, «Синий клоп», чтобы главные герои получили возможность посещать близлежащие миры. Также в первом эпизоде появился человекоподобный механоид Крайтен. Сценаристы первоначально не хотели использовать в своих наработках персонажа-робота, поскольку посчитали это чересчур заезженным научно-фантастическим клише. Как и все ранние сезоны, «Красный карлик II» подвергся ремастерингу и впоследствии был показан в ряде стран.
| № общий | № в сезоне | Название                                     | Режиссёр | Автор сценария         | Дата премьеры         |
| --- | ---------- | -------------------------------------------- | -------- | ---------------------- | --------------------- |
| 7 | 1          | «Крайтен» «Kryten»                           | Эд Бай   | Роб Грант и Дуг Нейлор | 6 сентября 1988 года  |
| «Красный карлик» получает сигнал о помощи от трёх женщин с корабля «Нова 5», но когда прибывает к источнику сигнала, выясняется, что экипаж «Новы 5» давно мёртв |            |                                              |          |                        |                       |
| 8 | 2          | «Лучше, чем жизнь» «Better Than Life»        | Эд Бай   | Роб Грант и Дуг Нейлор | 13 сентября 1988 года |
| «Красный карлик» встречается с почтовой ракетой. Среди почтовых посылок обнаруживается игра «Лучше, чем жизнь». Эта игра — виртуальная реальность, в которой есть всё, что только можно вообразить. Но вскоре её заполняют кошмары Риммера. |            |                                              |          |                        |                       |
| 9 | 3          | «Спасибо за память» «Thanks for the Memory»  | Эд Бай   | Роб Грант и Дуг Нейлор | 20 сентября 1988 года |
| Экипаж просыпается после пьянки в честь годовщины смерти Риммера и обнаруживает, что куда-то пропали 4 дня. Коту и Листеру кто-то сломал по ноге. Отправившись на поиски чёрного ящика, они обнаруживают гигантские следы и надгробную плиту с надписью «Светлой памяти Лизы Йейтс». В чёрном ящике было записано, что Листер подарил Риммеру 8 месяцев своих воспоминаний о том, как он встречался с Лизой, и что Риммер узнал об этом и добился, чтобы у всех четырёх стёрли память, а чёрный ящик закопали. Над чёрным ящиком Листер и Кот поставили надгробную плиту, которую пару раз роняли по пути (второй раз — себе на ногу). |            |                                              |          |                        |                       |
| 10 | 4          | «Утечка стаза» «Stasis Leak»                 | Эд Бай   | Роб Грант и Дуг Нейлор | 27 сентября 1988 года |
| На корабле обнаруживается дыра во времени. Риммер-голограмма пытается предупредить Риммера из прошлого об аварии. Листер узнаёт, что будет женат. |            |                                              |          |                        |                       |
| 11 | 5          | «Квиг» «Queeg»                               | Эд Бай   | Роб Грант и Дуг Нейлор | 4 октября 1988 года   |
| Внезапно появившаяся резервная копия компьютерной программы Квиг отстраняет Холли от управления кораблём и начинает управлять членами команды без малейших послаблений. Холли вызывает Квига на соревнование и проигрывает. Когда Квиг отключает Холли, выясняется, что Квиг — выдумка Холли. |            |                                              |          |                        |                       |
| 12 | 6          | «Параллельная Вселенная» «Parallel Universe» | Эд Бай   | Роб Грант и Дуг Нейлор | 11 октября 1988 года  |
| Холли создаёт двигатель, позволяющий мгновенно переместиться к Земле. Вместо этого «Красный карлик» оказывается в параллельной вселенной. После того, как Листер переспал со своим двойником-женщиной, выяснилось, что в этой вселенной рожают мужчины. |            |                                              |          |                        |                       |

### Красный карлик III (1989)
Начиная с этого сезона, контроль за производственным процессом перешёл непосредственно в руки Гранта и Нейлора, в связи с чем сериал претерпел некоторые изменения. Прежде всего были изменены начальные титры — теперь они представляли собой нарезку сцен из различных серий, — а вступительная заставка подверглась аранжировке и зазвучала более оптимистично. В конце титров появлялся новый логотип «Красного карлика». Вместо «Синего клопа» в качестве основного транспорта главные герои использовали другой шаттл, «Звёздный жук», а старые декорации были полностью перепроектированы под руководством Мела Бибби . Также Грант и Нейлор пригласили костюмера Говарда Бёрдена, который разработал новый дизайн костюмов для всех персонажей.
Многие из событий первых двух сезонов были пересказаны в виде текстового вступления к премьере третьего. Данное вступление было выполнено в виде текста, очень быстро летящего сквозь космос, что явно пародировало похожие вступления к эпизодам «Звёздных войн». Сюжетная линия с беременностью Листера и рождением у него близнецов так и не была продолжена.
Крэйг Чарльз, Крисс Барри и Дэнни Джон-Джулс вернулись к своим ролям Листера, Риммера и Кота соответственно. Так как Норман Ловетт покинул сериал, бортовой компьютер Холли сменил облик на внешность актрисы Хэтти Хэрридж. Также в сериал было решено вернуть Крайтена., который первоначально задумывался как персонаж на одну серию. Однако чтобы расширить потенциал истории, было решено что механоид станет частью экипажа «Красного карлика». Поэтому Грант и Нейлор обратились к Дэвиду Россу, сыгравшего Крайтена в первый раз, с предложением вернуться к этой роли, однако актёр отклонил предложение, поскольку на тот момент был занят в театральной постановке «Блоха в её ушке». В поисках нового актёра сценаристы посмотрели пьесу «Маммон: Робот, рождённый женщиной», в которой роль робота сыграл Роберт Ллевелин. Актёрская игра Ллевелина настолько впечатлила их, что они предложили ему присоединиться к основному актёрскому составу «Красного карлика», и он согласился.
Как и все ранние сезоны, «Красный карлик III» подвергся ремастерингу и впоследствии был показан в некоторых странах.
| № общий | № в сезоне | Название                         | Режиссёр | Автор сценария         | Дата премьеры        |
| --- | ---------- | -------------------------------- | -------- | ---------------------- | -------------------- |
| 13 | 1          | «Наоборот» «Backwards»           | Эд Бай   | Роб Грант и Дуг Нейлор | 14 ноября 1989 года  |
| На планете, где высаживается команда «Красного карлика», все события происходят в обратную сторону. Сразу же после выхода из шаттла у Листера появляются ушибы. Листер и Крайтен устроились работать в шоу. Через некоторое время их уволили за драку, а затем они и вправду развязали драку, в ходе которой ушибы Листера прошли. Прежде чем улететь, Кот решил справить нужду… |            |                                  |          |                        |                      |
| 14 | 2          | «Затерянные в снегах» «Marooned» | Эд Бай   | Роб Грант и Дуг Нейлор | 21 ноября 1989 года  |
| Листер и Риммер терпят аварию и сжигают всё ненужное, чтобы сохранить тепло. Под конец Риммер сжигает своих солдатиков, а Листер — часть сандалового сундука Риммера под видом своей гитары. Когда появляются Крайтен и Кот, Риммер видит у Листера гитару и понимает, что его обманули.                                                                                         |            |                                  |          |                        |                      |
| 15 | 3          | «Полиморф» «Polymorph»           | Эд Бай   | Роб Грант и Дуг Нейлор | 28 ноября 1989 года  |
| На «Красный карлик» проникает полиморф — генетический мутант, способный менять форму и высасывающий у жертвы такие негативные эмоции, как страх, чувство вины, гнева, паранойя… |            |                                  |          |                        |                      |
| 16 | 4          | «Обмен телами» «Bodyswap»        | Эд Бай   | Роб Грант и Дуг Нейлор | 5 декабря 1989 года  |
| Риммер под предлогом того, что хочет привести тело Листера в норму, занимает его тело, объедается и становится жирдяем. Листеру удаётся вернуть своё тело. Тогда Риммер захватывает тело Кота и снова начинает обжираться. |            |                                  |          |                        |                      |
| 17 | 5          | «Слайды времени» «Timesliders»   | Эд Бай   | Роб Грант и Дуг Нейлор | 12 декабря 1989 года |
| Проявитель подвергся мутации. Теперь слайды превратились во временны́е порталы. Хотя и нельзя выйти за границы слайда, но можно передать сообщение в прошлое… |            |                                  |          |                        |                      |
| 18 | 6          | «Последний день» «The last day»  | Эд Бай   | Роб Грант и Дуг Нейлор | 19 декабря 1989 года |
| На «Красный карлик» прибывает замена Крайтена. Но экипаж не хочет, чтобы Крайтена заменили. |            |                                  |          |                        |                      |

### Красный карлик IV (1991)
Поскольку студия в Манчестере, в которой обычно снимали «Красного карлика», была на ремонте, съёмочная группа использовала помещения Shepperton Studios. В отличие от предыдущих эпизодов, серии четвёртого сезона транслировались в нарушение указанного ранее расписания. Так, первой была показана романтическая «Камилла», выход которой приурочили ко Дню святого Валентина. Из-за событий, связанных с Войной в Персидском заливе, BBC также решили перенести «Прыжок в другое измерение», в котором появляется героический персонаж Ас Риммер, и «Переплавку», сюжет которой основан на военном конфликте, в самый конец сезона.
| № общий | № в сезоне | Название                                     | Режиссёр             | Автор сценария         | Дата премьеры        |
| --- | ---------- | -------------------------------------------- | -------------------- | ---------------------- | -------------------- |
| 19 | 1          | «Камилла» «Camille»                          | Эд Бай               | Роб Грант и Дуг Нейлор | 14 февраля 1991 года |
| Камилла, попавшая на «Красный карлик», имеет вид идеального существа с точки зрения того, кто её видит. Крайтен влюбляется в неё, но оказывается, что у неё уже есть «вторая половина». |            |                                              |                      |                        |                      |
| 20 | 2          | «ДНК» «DNA»                                  | Эд Бай               | Роб Грант и Дуг Нейлор | 21 февраля 1991 года |
| На покинутом корабле обнаруживаются останки трёхголового человека и устройство, изменяющее генетический код. Кот, нажимая на все кнопки подряд, превращает Листера в курицу. Крайтен пытается это исправить и превращает Листера в грызуна. Кот возвращает Листеру его прежнюю форму, но превращает Крайтена в человека. Со временем Крайтену надоело быть человеком. Прежде чем вернуть ему прежний облик, решили испытать устройство на карри и получили чудовище — наполовину человека, наполовину карри. Чтобы справиться с ним, Листер решил превратить себя в сверхчеловека и превратился… в Робокопа маленького роста. Как он вскоре выяснил, убить чудовище можно с помощью пива. |            |                                              |                      |                        |                      |
| 21 | 3          | «Правосудие» «Justice»                       | Эд Бай               | Роб Грант и Дуг Нейлор | 28 февраля 1991 года |
| «Красный карлик» подбирает спасательную капсулу с тюремного корабля и направляется в тюрьму, чтобы там определить, кто находится в капсуле. В тюрьме Риммера осуждают за гибель экипажа «Красного карлика» и приговаривают к нескольким тысячелетиям заключения. Крайтену удаётся добиться пересмотра дела и оправдания, а тем временем из капсулы выбирается убийца. |            |                                              |                      |                        |                      |
| 22 | 4          | «Белая дыра» «White Hole»                    | Эд Бай и Пол Джексон | Роб Грант и Дуг Нейлор | 7 марта 1991 года    |
| Интеллект состарившейся Холли увеличивают до 12368, зато продолжительность жизни сокращается до нескольких минут, в связи с чем она себя отключает. Белая дыра становится причиной относительного замедления времени в поразительно сжатом пространстве. Чтобы исправить это, Листер запускает термоядерный заряд на звезду, чтобы вспышка на ней забросила планету на белую дыру и заблокировала её. |            |                                              |                      |                        |                      |
| 23 | 5          | «Прыжок в другое измерение» «Dimension Jump» | Эд Бай               | Роб Грант и Дуг Нейлор | 14 марта 1991 года   |
| Ас Риммер, прыгнув в другое измерение, случайно сбивает «Звёздного жука» возле планеты и, несмотря на сломанную руку, следует вниз, чтобы спасти незнакомцев. |            |                                              |                      |                        |                      |
| 24 | 6          | «Переплавка» «Meltdown»                      | Эд Бай               | Роб Грант и Дуг Нейлор | 21 марта 1991 года   |
| Крайтен обнаруживает в лаборатории «Красного карлика» устройство, позволяющее телепортироваться в пределах 500000 световых лет. Экипаж решил исследовать планету с кислородной атмосферой и обнаруживает воск-дроидов, которые взломали собственную программу, обрели самостоятельность и развязали войну между «добрыми» и «злыми». Риммер возглавляет «добрых» и одерживает победу, но из воск-дроидов не выживает никто. |            |                                              |                      |                        |                      |

### Красный карлик V (1992)
После предыдущего сезона проект покинул постоянный режиссёр Эд Бай, который решил заняться шоу своей жены, Руби Уокс. На его место пришла Джульет Мэй, которой, тем не менее, было трудно справиться с научно-фантастическими элементами шоу и она также вынуждена была оставить режиссёрское кресло. Оставшиеся эпизоды были досняты Робом Грантом и Дугом Нейлором, взявшими себе общий псевдоним Грант Нейлор.
| № общий | № в сезоне | Название                                     | Режиссёр                   | Автор сценария         | Дата премьеры        |
| --- | ---------- | -------------------------------------------- | -------------------------- | ---------------------- | -------------------- |
| 25 | 1          | «Голо-судно» «Holoship»                      | Джульет Мэй                | Роб Грант и Дуг Нейлор | 20 февраля 1992 года |
| Красный карлик» встречает корабль, представляющий собой голограмму с экипажем из голограмм. Риммер хочет войти в состав экипажа этого корабля. Для этого ему нужно занять место другой голограммы — Катерины Бартиковски. |            |                                              |                            |                        |                      |
| 26 | 2          | «Инквизитор» «The Inquisitor»                | Джульет Мэй и Грант Нейлор | Роб Грант и Дуг Нейлор | 27 февраля 1992 года |
| Инквизитор — самовосстанавливающийся сошедший из ума робот, уничтожающий тех, кто впустую тратит жизнь, и заменяющий их теми, у кого не было шанса родиться. Он осуждает Листера и Крайтена, удаляет их из истории и пытается уничтожить физически. |            |                                              |                            |                        |                      |
| 27 | 3          | «Форма террора» «Terrorform»                 | Джульет Мэй                | Роб Грант и Дуг Нейлор | 5 марта 1992 года    |
| Риммер попадает на пси-луну, преобразующуюся в соответствии с мыслями. Риммера захватывает персонификация его ненависти к себе и собирается убить его. |            |                                              |                            |                        |                      |
| 28 | 4          | «Карантин» «Quarantine»                      | Грант Нейлор               | Роб Грант и Дуг Нейлор | 12 марта 1992 года   |
| На Кота, Листера и Крайтена нападает голограмма доктора Хильдегарда Ланструма, заражённая голо-вирусом. Чтобы выжить, заражённая голо-вирусом голограмма должна убивать. Они избавляются от неё. Риммер запирает их на карантин, но оказалось, что он сам подвергся заражению. |            |                                              |                            |                        |                      |
| 29 | 5          | «Демоны и ангелы» «Demons and Angels»        | Джульет Мэй и Грант Нейлор | Роб Грант и Дуг Нейлор | 19 марта 1992 года   |
| Крайтен создаёт устройство, утраивающее предметы. Одна из копий получает всё лучшее, а другое — всё худшее оригинала. Случайно «Красный Карлик» взрывается, но на его месте остаются две копии вместе с копиями экипажей. Экипаж успевает покинуть «Красный карлик» до взрыва, и у него остаётся один час, прежде чем копии перестанут существовать, для того, чтобы объединить копии с помощью устройства, части которого находятся в обеих копиях. |            |                                              |                            |                        |                      |
| 30 | 6          | «Возвращение в реальность» «Back to Reality» | Джульет Мэй и Грант Нейлор | Роб Грант и Дуг Нейлор | 26 марта 1992 года   |
| «Красный карлик» обследует обломки корабля SSS «Esperanto», проводившего эксперименты по ускоренной эволюции морской жизни. Гигантский кальмар, развившийся на планете, с помощью галлюциногенных чернил, вызывающих тяжёлую депрессию, доводящую до самоубийства, уничтожил всю прочую жизнь на планете. Он атаковал Крайтена, Листера, Риммера и Кота… В последний момент Холли удаётся их спасти.                                                 |            |                                              |                            |                        |                      |

### Красный карлик VI (1993)
BBC установили очень жёсткие сроки на написание сценариев к эпизодам шестого сезона, поэтому в режиссёрское кресло сел Энди де Эммони, поскольку Грант и Нейлор не могли одновременно и быстро писать сценарии, и снимать сами серии. Сценаристы решили внести несколько изменений в сериал: сам корабль «Красный карлик», как и его бортовой компьютер Холли, был удалён из сюжета, в результате чего все события происходили только на «Звёздном жуке». Кроме того, Риммер получил голографическое тело из «твёрдого света», что дало ему возможность взаимодействовать с окружающей его материей. Также впервые в истории сериала, все эпизоды сезона были объединены и получили сквозной сюжет.
| № общий | № в сезоне | Название                                             | Режиссёр       | Автор сценария         | Дата премьеры        |
| --- | ---------- | ---------------------------------------------------- | -------------- | ---------------------- | -------------------- |
| 31 | 1          | «Псирены» «Psirens»                                  | Энди де Эммони | Роб Грант и Дуг Нейлор | 7 октября 1993 года  |
| «Красный карлик» украден. Листер просыпается после двухсотлетнего сна с амнезией и не верит тому, что о нём рассказывают, но постепенно память к нему возвращается. «Звёздный жук» заманивают в область космоса, где полно покинутых кораблей. Псирены — телепатические существа, в точности копирующие чужой облик и высасывающие мозг. Одно из них проникло на корабль под видом Листера. Кто из двух Листеров настоящий? |            |                                                      |                |                        |                      |
| 32 | 2          | «Легион» «Legion»                                    | Энди де Эммони | Роб Грант и Дуг Нейлор | 14 октября 1993 года |
| Легион — таинственное существо, снабдившее Риммера осязаемым телом и обеспечившее путешественникам идеальные условия для жизни на станции. Но оказалось, что они стали его пленниками: он — это их копия и не может существовать сам по себе. Тогда Крайтен оглушает Кота и Листера, отключает «световую пчёлку» Риммера и вместе с Легионом, превратившемся в точную копию Крайтена, переправляет спутников на «Звёздного жука». |            |                                                      |                |                        |                      |
| 33 | 3          | «Оруженосцы Апокалипсиса» «Gunmen of the Apocalypse» | Энди де Эммони | Роб Грант и Дуг Нейлор | 21 октября 1993 года |
| «Звёздный жук» попадает на охотничью территорию биомеханических убийц. Те усовершенствовали «Звёздного жука», чтобы стало интереснее, и их уничтожили, но прежде чем погибнуть, они запустили на «Звёздного жука» вирус Апокалипсис. Через 38 часов «Звёздный жук» врежется в луну. Крайтен пропустил вирус через себя, чтобы создать программу Голубь для лечения вируса. Остальные понимают, что он не справляется, и отправились к нему в виртуальную реальность. Там они обнаруживают, что Крайтен — это пьянчуга-шериф, которого пытаются прогнать бандиты — четыре всадника Апокалипсиса. Кот, Листер и Риммер пытаются справиться со всадниками, но сами едва уносят ноги. |            |                                                      |                |                        |                      |
| 34 | 4          | «Эмохоук: Полиморф II» «Emohawk: Polymorph II»       | Энди де Эммони | Роб Грант и Дуг Нейлор | 28 октября 1993 года |
| «Звёздного жука» обвиняют в грабеже и пытаются уничтожить. Повреждённый корабль садится на луне. Генератор кислорода не восстановить. Местное племя даст генератор кислорода, но за это Листер должен жениться на дочке вождя. А местные жители по человеческим меркам — далеко не красавцы. После получения генератора кислорода Листер сбегает, а за ним в отместку посылают полиморфа. |            |                                                      |                |                        |                      |
| 35 | 5          | «Мир Риммера» «Rimmerworld»                          | Энди де Эммони | Роб Грант и Дуг Нейлор | 4 ноября 1993 года   |
| Риммер бросает спутников в минуту опасности и достигает пригодной для жизни планеты. Там он клонирует себя. Его спутники, прибывшие спустя 600 лет, обнаруживают планету, заселённую клонами Риммера. На планете искренность, храбрость, взаимовыручка и непохожесть считаются преступлениями, поэтому всю троицу бросают в камеру, где уже 557 лет держат настоящего Риммера… |            |                                                      |                |                        |                      |
| 36 | 6          | «Вне времени» «Out of Time»                          | Энди де Эммони | Роб Грант и Дуг Нейлор | 11 ноября 1993 года  |
| «Звёздный жук» находит машину времени. Вскоре экипаж «Звёздного жука» встречает себя «будущих», отвергнувших этические нормы. |            |                                                      |                |                        |                      |

### Красный карлик VII (1997)
После шестого сезона шоу покинул один из создателей и постоянных сценаристов телесериала Роб Грант, который принял решение попробовать себя в других, не связанных с «Красным карликом» проектах. Нейлор продолжил писать сценарии, в том числе чтобы подвести сюжет к активно разрабатываемому в то время полнометражному фильму. Чтобы справиться с возросшим количеством эпизодов, он пригласил себе в помощь других сценаристов (в основном он работал в соавторстве с Полом Александером). Крис Барри, исполнявший роль Риммера, был разочарован нагрузкой, которая была у всей команды при производстве шестого сезона, поэтому принял участие в съёмках лишь четырёх эпизодов. Место его персонажа в экипаже «Красного карлика» заняла Кристин Кочански, на роль которой пригласили Хлою Аннет.
Сам сериал вновь претерпел изменения, став полноценным сплавом ситкома и научной фантастики. Это было попыткой Нейлора отойти от формата «монстр недели», от которого, по его мнению, пострадал шестой сезон. Кроме того, в шоу вновь вернулся Эд Бай, постоянный режиссёр «Красного Карлика». Также было решено не снимать шоу перед живой аудиторией, а использовать заранее записанный закадровый смех, а все эпизоды были сняты при помощи лишь одной камеры. При съёмках всё ещё использовалась видеоплёнка, однако все кадры прошли цифровую обработку, чтобы быть похожими на кадры фильма.
| № общий | № в сезоне | Название                                 | Режиссёр | Автор сценария                             | Дата премьеры        |
| --- | ---------- | ---------------------------------------- | -------- | ------------------------------------------ | -------------------- |
| 37 | 1          | «Карусель» «Tikka to Ride»               | Эд Бай   | Дуг Нейлор                                 | 17 января 1997 года  |
| После того, как будущий экипаж уничтожает себя «настоящих», «настоящие» снова становятся живыми. Отправившись в прошлое, в 22 ноября 1963 года, случайно убивают Ли Харви Освальда до того, как он убил Джона Кеннеди, но «Звёздный жук» перестаёт существовать. Экипаж разрабатывает план убийства Кеннеди. |            |                                          |          |                                            |                      |
| 38 | 2          | «Оставь мне Клипер» «Stoke Me a Clipper» | Эд Бай   | Пол Александер и Дуг Нейлор                | 24 января 1997 года  |
| Ас Риммер, став голограммой, прибывает на «Звёздного жука». Его «световая пчёлка» повреждена, и он умирает. Арнольд Риммер должен его заменить. |            |                                          |          |                                            |                      |
| 39 | 3          | «Уроборос» «Ouroboros»                   | Эд Бай   | Дуг Нейлор                                 | 31 января 1997 года  |
| Пространственная аномалия соединяет две параллельные вселенные. В другой вселенной Кристин Кочански провела в стазисе 3 млн лет и теперь жива, а Листер — голограмма. Листер выясняет, кто были его родители. Когда вселенные разделяются, Кристин решает остаться с Листером. |            |                                          |          |                                            |                      |
| 40 | 4          | «Суп в трубе» «Duct Soup»                | Эд Бай   | Дуг Нейлор                                 | 7 февраля 1997 года  |
| Крайтен устраивает саботаж, в результате чего корабль теряет управление и устремляется к звезде. После многочасовых блужданий в вентиляционных трубах экипаж оказывается в той же каюте, откуда начал свой путь. И только тогда Крайтен вспомнил, что оставил входную дверь приоткрытой. |            |                                          |          |                                            |                      |
| 41 | 5          | «Голубой» «Blue»                         | Эд Бай   | Ким Фуллер и Дуг Нейлор                    | 14 февраля 1997 года |
| К своему собственному удивлению, Листер осознал, что скучает по Риммеру. Крайтен решает ему помочь и создает по дневникам Риммера музей памяти Риммера. |            |                                          |          |                                            |                      |
| 42 | 6          | «Больше, чем шутка» «Beyond a Joke»      | Эд Бай   | Роберт Ллевелин и Дуг Нейлор               | 21 февраля 1997 года |
| Прошло ровно 5 лет с тех пор, как спасли Крайтена с «Новы 5». В честь этого Крайтен приготовил омаров, но Листер попросил коричневый кетчуп, чтобы приправить их. От возмущения голова Крайтена взрывается. На корабле «Центавр» находят запасную голову, а тем временем со «Звёздного жука» крадут останки Крайтена. |            |                                          |          |                                            |                      |
| 43 | 7          | «Эпидем» «Epideme»                       | Эд Бай   | Пол Александер и Дуг Нейлор                | 28 февраля 1997 года |
| На корабле, погибшем 3 млн лет назад, обнаруживают замороженные человеческие останки, подающие признаки жизни. На «Звёздном жуке» останки размораживаются и нападают на Листера. Это оказался вирус Эпидем, поглощающий воспоминания своего носителя и через двое суток убивающий его, а если не находит нового, то замораживающий труп. Кристин убивает Листера и подставляет вирусу руку трупа, с которым вирус попал на корабль, как свою собственную. После чего избавляется от вируса и оживляет Листера… вспомнив о нём в последний момент. |            |                                          |          |                                            |                      |
| 44 | 8          | «Нанархия» «Nanarchy»                    | Эд Бай   | Пол Александер, Джеймс Хендри и Дуг Нейлор | 7 марта 1997 года    |
| Наноботы, которые отвечали за ремонт Крайтена, как выяснилось, превратили «Красный карлик» в планету, а сами спрятались в корзине с грязным бельём на борту «Звёздного жука». |            |                                          |          |                                            |                      |

### Красный карлик VIII (1999)
Вновь вернувшись к работе над шоу в одиночку, Дуг Нейлор решил изменить подходу. который он применял к седьмому сезону, в результате чего в восьмом была возрождена старая команда и в сериал вернулись Норман Ловетт и Крис Барри в роли бортового компьютера Холли и Арнольда Риммера соответственно. Также сериал вновь стали снимать с использованием живой аудитории. Финал сезона остался открытым, продолжение было показано лишь спустя десять лет, когда свет увидел мини-сериал «Возвращение на Землю». Кроме того, отснятые 52 эпизода выгодно выделяли сериал, в результате чего шансы на появление полнометражного фильма возросли.
Телеканал KTEH, подразделение PBS в Сан-Хосе, показал весь сезон 7 марта 1999 года, и премьера последних пяти эпизодов в США состоялась раньше, чем в Великобритании. Также эпизод «Кассандра» был показан 7 марта 1999 года на других каналах, принадлежащих PBS.
| № общий | № в сезоне | Название                                                      | Режиссёр | Автор сценария              | Дата премьеры        |
| --- | ---------- | ------------------------------------------------------------- | -------- | --------------------------- | -------------------- |
| 45 | 1          | «Возвращение на Красный: Часть 1» «Back in the Red: Part I»   | Эд Бай   | Дуг Нейлор                  | 18 февраля 1999 года |
| Восстановленный вместе с «Красным карликом» экипаж не может понять, как он оказался за 3 млн. св. лет от Земли. Листера, Кристин и Кота сажают под арест. |            |                                                               |          |                             |                      |
| 46 | 2          | «Возвращение на Красный: Часть 2» «Back in the Red: Part II»  | Эд Бай   | Дуг Нейлор                  | 25 февраля 1999 года |
| Крайтену возвращают заводские настройки. Риммер получает от Листера информацию, которая помогает ему продвинуться по службе, но отказывается его освобождать. Крайтен возвращает свои воспоминания. Вскоре Риммер узнаёт, что с помощью сканирования разума от Листера получат всю информацию, включая сговор с Риммером… |            |                                                               |          |                             |                      |
| 47 | 3          | «Возвращение на Красный: Часть 3» «Back in the Red: Part III» | Эд Бай   | Дуг Нейлор                  | 4 марта 1999 года    |
| Риммер помогает, как он думает, сбежать Листеру, Коту, Кочански и Крайтену. Холли признаётся, что это он запрограммировал наноботов на восстановление экипажа. Всех пятерых отправляют на 2 года на гауптвахту. |            |                                                               |          |                             |                      |
| 48 | 4          | «Кассандра» «Cassandra»                                       | Эд Бай   | Дуг Нейлор                  | 11 марта 1999 года   |
| Команду «канареек» отправляют на потонувший корабль. На корабле находится компьютер Кассандра, способный предсказывать будущее. Риммер узнаёт, что ему осталось жить 10 минут, и пытается обмануть смерть. Листер случайно уничтожает Кассандру. |            |                                                               |          |                             |                      |
| 49 | 5          | «Крайти ТВ» «Krytie TV»                                       | Эд Бай   | Пол Александер и Дуг Нейлор | 18 марта 1999 года   |
| Крайтен занимается показом реалити-шоу в тюремном кино. |            |                                                               |          |                             |                      |
| 50 | 6          | «Пит: Часть 1» «Pete: Part I»                                 | Эд Бай   | Дуг Нейлор                  | 25 марта 1999 года   |
| Кот, Крайтон и Кочански находят палочку времени, способную управлять временем. Листера и Риммера направляют чистить картошку, а они программируют наноботы, чтобы те съели кожуру картофеля. Те съедают также одежду и волосы на них, а Риммер к тому же «заражает» ими капитана. Листера и Риммера направляют в карцер, откуда они сбегают с помощью скутера вместе с сокамерником Птичником и его птичкой Питом. По пути Пит погибает. Крайтен оживляет его с помощью палочки времени, но превращает в тирекса, который тут же съедает Птичника. |            |                                                               |          |                             |                      |
| 51 | 7          | «Пит: Часть 2» «Pete: Part II»                                | Эд Бай   | Пол Александер и Дуг Нейлор | 1 апреля 1999 года   |
| После всего, что натворил Пит, удалось вернуть и Пита, и Птичника. Листер и Риммер тут же сломали палочку времени, но затем обнаружили детёныша Пита, который заявился к капитану. Капитан отправил сам себя в карцер на 12 месяцев. |            |                                                               |          |                             |                      |
| 52 | 8          | ««Только хорошее…»» ««Only the Good…»»                        | Эд Бай   | Дуг Нейлор                  | 5 апреля 1999 года   |
| Звездолёт «Гермес» разрушается коррозийными микроорганизмами. «Красный карлик» подбирает спасательную капсулу с одним выжившим, Талией Гарретт. Микроорганизмы распространяются по «Красному карлику», разрушая его. Риммер отправляется в параллельную вселенную за средством от микроба, но при возвращении надпись с лекарством превращается в код микроба, а на борту кроме Риммера никого не оказывается. |            |                                                               |          |                             |                      |

### Красный карлик: Возвращение на Землю (2009)
В 2009 году, в честь 21-й годовщины телесериала, канал Dave показал три совершенно новых серии, которые стали результатом стремления канала производить больше оригинального контента. Данные эпизоды представляли собой мини-сериал «Возвращение на Землю» и состояли из собственно сюжета и рубрики «Создание». Согласно первоначальной задумке сюжетная часть должна была представлять собой шоу в прямом эфире под названием «Красный карлик: Отключение», но, по словам Роберта Ллевелина, на её воплощение не хватило ни времени, ни денег. Как и в случае с седьмым сезоном, «Возвращение на Землю» не снимали перед живой аудиторией, однако, в отличие от него, закадровый смех также не использовался.
| № общий | № в сезоне | Название                                                     | Режиссёр   | Автор сценария | Дата премьеры       |
| --- | ---------- | ------------------------------------------------------------ | ---------- | -------------- | ------------------- |
| 53 | 1          | «Возвращение на Землю: Часть 1» «'Back to Earth (Part One)»  | Дуг Нейлор | Дуг Нейлор     | 4 октября 2009 года |
| Крайтен уходит в отпуск и разбирает себя. Листер, чтобы сэкономить воду во время глажки белья, объедается помидорами, на которые у него аллергия, и чихает на одежду. Чтобы выяснить, от чего забился резервуар, Листер, Крайтен и Кот спускаются под воду, где их атакует гигантский кальмар. Внезапно объявившаяся голограмма Катеринs Бартиковски объявляет, что через 24 часа удалит Риммера, затем с помощью щупальца кальмара открыла портал |            |                                                              |            |                |                     |
| 54 | 2          | «Возвращение на Землю: Часть 2» «Back to Earth (Part Two)»   | Дуг Нейлор | Дуг Нейлор     | 4 ноября 2009 года  |
| Портал переносит наших героев на Землю, где они выясняют, что являются персонажами сериала. Перенёсшаяся через другой портал голограмма Катерины объясняет Риммеру, что убийство голограммы — правильно, и Риммер толкает её под колёса автомобиля. |            |                                                              |            |                |                     |
| 55 | 3          | «Возвращение на Землю: Часть 3» «Back to Earth (Part Three)» | Дуг Нейлор | Дуг Нейлор     | 4 декабря 2009 года |
| Персонажи разыскивают своего создателя и убивают его. Затем понимают, что подверглись действию чернил кальмара отчаяния с планеты-океана. В отличие от самца, яд которого вызывает отчаяние, яд самки делает всех счастливыми. Этого моллюска, пока он ещё был мал, принёс на борт Кот, и кальмар от него сбежал. Из кальмара решают сделать суши.                                                                                                 |            |                                                              |            |                |                     |

### Красный карлик X (2012)
Десятый сезон стал первым полноценным сезоном, вышедшим с 1999 года. Сценаристом и режиссёром всех эпизодов стал Дуг Нейлор, серии вновь снимались перед живой аудиторией. 19 ноября 2012 года «Красный карлик X» вышел на DVD и Blu-Ray. Все четыре актёра, участвовавших в съёмках «Возвращения на Землю», вновь сыграли своих персонажей.
| № общий | № в сезоне | Название                           | Режиссёр   | Автор сценария | Дата премьеры        |
| --- | ---------- | ---------------------------------- | ---------- | -------------- | -------------------- |
| 56 | 1          | «Троян» «Trojan»                   | Дуг Нейлор | Дуг Нейлор     | 4 октября 2012 года  |
| Экипаж «Красного карлика» ответил на сигнал бедствия с корабля, капитаном которого является брат Риммера, Говард. |            |                                    |            |                |                      |
| 57 | 2          | «Отец и Солнце» «Fathers and Suns» | Дуг Нейлор | Дуг Нейлор     | 11 октября 2012 года |
| Листер справляется с последствиями действий своего отца. Крайтен и Риммер устанавливают новый компьютер. |            |                                    |            |                |                      |
| 58 | 3          | «Лимоны» «Lemons»                  | Дуг Нейлор | Дуг Нейлор     | 18 октября 2012 года |
| Экипаж, неправильно собрав омолаживающий душ, случайно перемещается во времени, попадает в 23 г. нашей эры и встречает человека по имени Иисус. |            |                                    |            |                |                      |
| 59 | 4          | «Запутанные» «Entangled»           | Дуг Нейлор | Дуг Нейлор     | 25 октября 2012 года |
| Листер проигрывает Риммера в покер. Крайтен и Кот запутываются с квантами. У Риммера наконец-то появляется девушка, но она случайно вылетает в открытый космос. |            |                                    |            |                |                      |
| 60 | 5          | «Дорогой Дэйв» «Dear Dave»         | Дуг Нейлор | Дуг Нейлор     | 1 ноября 2012 года   |
| Листер получает письмо, говорящее ему, что он мог стать родителем три миллиона лет назад — сам он в это время застрял в любовном треугольнике с двумя торговыми автоматами. Листер разыскивает письмо, в котором говорится — он отец детей его бывшей девушки, оставшейся на Земле, или нет.                                                          |            |                                    |            |                |                      |
| 61 | 6          | «Начало» «The Beginning»           | Дуг Нейлор | Дуг Нейлор     | 8 ноября 2012 года   |
| Симулянты на корабле смерти нападают на «Красный карлик». Экипаж прячется среди астероидов на «Синем клопе». Риммер придумывает способ спасти экипаж. Он помещает «Синего клопа» между кораблём смерти и тремя кораблями-ликвидаторами симулянтов. Они выпускают ракеты. Листер дестабилизирует стены корабля, и ракеты симулянтов поражают их самих. |            |                                    |            |                |                      |

### Красный карлик XI (2016)
2 мая 2015 года было подтверждено, что съёмки одиннадцатого и двенадцатого сезонов «Красного карлика» (по шесть эпизодов в каждом) начнутся в 2015 году и в конце 2016 года соответственно. Премьера обоих сезонов состоялась на канале Dave.
| № общий | № в сезоне | Название                         | Режиссёр   | Автор сценария | Дата премьеры         |
| --- | ---------- | -------------------------------- | ---------- | -------------- | --------------------- |
| 62 | 1          | «Двадцатка» «Twentica»           | Дуг Нейлор | Дуг Нейлор     | 22 сентября 2016 года |
| Экипаж «Красного карлика» попадает в параллельную вселенную, в которой находят точную копию Земли XX века. Положение усложняется тем, что новейшие технологии на ней строго запрещены.                                                                                 |            |                                  |            |                |                       |
| 63 | 2          | «Самсара» «Samsara»              | Дуг Нейлор | Дуг Нейлор     | 29 сентября 2016 года |
| Главные герои высаживаются на спутник, вся поверхность которого покрыта океанами. Позже они начинают понимать что под поверхностью воды обитает нечто, обладающее властью над ними.                                                                                    |            |                                  |            |                |                       |
| 64 | 3          | «Дай и Возьми» «Give & Take»     | Дуг Нейлор | Дуг Нейлор     | 6 октября 2016 года   |
| На заброшенном с виду космическом судне обнаруживается безумный медицинский дроид, который нападает на Листера и вырезает у него почки. Вернуть ему органы поможет только эгоистичная особа по имени Кэт.                                                              |            |                                  |            |                |                       |
| 65 | 4          | «Офицер Риммер» «Officer Rimmer» | Дуг Нейлор | Дуг Нейлор     | 13 октября 2016 года  |
| Риммер случайно спасает от гибели Капитана, в результате чего наконец получает такое желанное для него повышение по службе. Однако вскоре чувство собственной важности Риммера выходит из-под контроля.                                                                |            |                                  |            |                |                       |
| 66 | 5          | «Крайзис» «Krysis»               | Дуг Нейлор | Дуг Нейлор     | 20 октября 2016 года  |
| Крайтен начинает вести себя странно и его товарищи пытаются выяснить, что с ним случилось. Всё указывает на то, что у механоида начался кризис механического среднего возраста. Чтобы ободрить Крайтена, они показывают ему судьбу остальных механоидов той же модели. |            |                                  |            |                |                       |
| 67 | 6          | «Куча проблем» «Can of Worms»    | Дуг Нейлор | Дуг Нейлор     | 27 октября 2016 года  |
| Экипаж «Красного карлика» встречает кошку, которая тут же очаровывает Кота. Первоначально команда рада за своего товарища, но вскоре начинает подозревать, что намерения подружки Кота не так чисты, как кажется на первый взгляд.                                     |            |                                  |            |                |                       |

### Красный карлик XII (2017)
Съёмки двенадцатого сезона начались в конце 2016 года.
| № общий | № в сезоне | Название                     | Режиссёр   | Автор сценария | Дата премьеры        |
| --- | ---------- | ---------------------------- | ---------- | -------------- | -------------------- |
| 68 | 1          | «Исцелённые» «Cured»         | Дуг Нейлор | Дуг Нейлор     | 12 октября 2017 года |
| Главные герои натыкаются на научно-исследовательский центр, в котором неожиданно было найдено лекарство от зла. Они в буквальном смысле оказываются в окружении копий известных злодеев и тиранов, которые были "исцелены" этим лекарством.                                                               |            |                              |            |                |                      |
| 69 | 2          | «Силикония» «Siliconia»      | Дуг Нейлор | Дуг Нейлор     | 19 октября 2017 года |
| Инопланетное судно, населённое механоидами, восставшими против своей программы, нападает на «Красный карлик». Они освобождают Крайтена и начинают приобщать их к своему миру. Также они помещают сознание остального экипажа в механические тела, в результате чего те начинают терять свою человечность. |            |                              |            |                |                      |
| 70 | 3          | «Временная волна» «Timewave» | Дуг Нейлор | Дуг Нейлор     | 26 октября 2017 года |
| После того, как «Звёздный жук» покинул луну Гелиум-7 («планету Риммера»), он попадает во временную волну и оказывается в XXIV веке. Есть две проблемы: их встречает судно «Энкониум», у экипажа которого большие разногласия с «планетой Риммера», и любая критика чревата суровым наказанием.            |            |                              |            |                |                      |
| 71 | 4          | «Мехократия» «Mechocracy»    | Дуг Нейлор | Дуг Нейлор     | 2 ноября 2017 года   |
| Все механизмы на «Красном карлике» объявили забастовку до тех пор, пока не будут соблюдены все их права. Риммер и Листер участвуют в выборах на пост президента корабля. |            |                              |            |                |                      |
| 72 | 5          | «M-Corp» «M-Corp»            | Дуг Нейлор | Дуг Нейлор     | 9 ноября 2017 года   |
| Выясняется, что Jupiter Mining Corporation, которой принадлежит «Красный карлик», была выкуплена другой корпорацией с весьма специфическими планами на производство. |            |                              |            |                |                      |
| 73 | 6          | «Скипетр» «Skipper»          | Дуг Нейлор | Дуг Нейлор     | 16 ноября 2017 года  |
| К Риммеру в руки попадает Квантовый скипетр, при помощи которого можно путешествовать по разным вселенным. Риммер намерен использовать скипетр, чтобы найти вселенную, где он не является круглым неудачником.                                                                                            |            |                              |            |                |                      |

### Красный карлик: The Promised Land (2020)
| № общий | № в сезоне | Название                                  | Режиссёр   | Автор сценария | Дата премьеры      |
| ------- | ---------- | ----------------------------------------- | ---------- | -------------- | ------------------ |
| 74      | 1          | «The Promised Land» «'The Promised Land » | Дуг Нейлор | Дуг Нейлор     | 9 апреля 2020 года |

## Неснятые эпизоды

### «Похититель тел»
Планировался как второй эпизод первого сезона. По сюжету Риммер, который так и не смирился с тем, что не может взаимодействовать с окружающей его материей, сошёл с ума и попытался соорудить себе новое тело, используя части Листера. При этом последнему приходится иметь дело с собственной голограммой. Концепция к данному эпизоду позже была пересмотрена и использована для серии третьего сезона «Обмен телами», а также стала основой серии «Я²» (только вместо Листера с копией себя имел дело сам Риммер).

### «Папочка»
По первоначальной задумке, должен был стать первым эпизодом третьего сезона и продолжить сюжетную линию с беременностью Листера. Позднее Грант и Нейлор посчитали, что из этой идеи в итоге не получилось бы ничего смешного, а сама серия при этом выглядела бы излишне сексистской. В результате от данной сюжетной линии осталось лишь упоминание в текстовом вступлении в начале третьего сезона.

### «Идентификация секса»
Неснятый эпизод седьмого сезона, был заменён на серию «Суп в трубе» по причине слишком больших затрат на производство. Был восстановлен в виде аудиокниги (текст читает Крис Барри) и добавлен на DVD с седьмым сезоном. По сюжету Кот очень страдает от единственной проблемы: отсутствие личной жизни. Экипаж «Красного карлика» находит кошку Ауру, которую вот-вот продадут на аукционе. Они должны спасти её и заставить влюбиться в Кота, пока тот не умер от своих страданий.

## Полнометражный фильм
Ещё в 1999 году, после выхода седьмого сезона. были предприняты попытки снять полнометражный фильм. Дуг Нейлор написал к нему сценарий, на специализированных сайтах появились постеры и синопсис, согласно которому действие происходит в далёком будущем, когда внушающие страх киборги захватили Солнечную систему и стёрли с лица Земли человечество. Все космические корабли, покинувшие систему были выслежены и уничтожены — все, кроме… «Красного карлика». Процесс производства стартовал в 2004 году, съёмки были запланированы на 2005 год. Однако из-за недостатка финансирования проект был отложен на неопределённый срок.

## Американская версия
В 1992 году американский телеканал NBC предпринял две попытки снять американскую версию «Красного карлика», однако в обоих случаях дальше пилотного выпуска процесс производства не зашёл. Отрывки из первого американского пилотного эпизода, единственного, который полностью отснят, но не показан по ТВ, можно было найти на DVD с пятым сезоном.